# Joseph Ponthus
Joseph Ponthus, né Baptiste Cornet le 4 septembre 1978 à Reims et mort le 24 février 2021 à Lorient, est un écrivain français. Son premier roman, À la ligne, a reçu notamment le grand prix RTL-Lire, le prix Eugène-Dabit du roman populiste, le prix des lycéens 2021-2022 et le prix Régine Deforges du premier roman 2019.

## Biographie

### Formation et carrière professionnelle
Joseph Ponthus, né Baptiste Cornet le 4 septembre 1978, fait des études supérieures dans la région du Grand Est, à Reims et
Nancy : hypokhâgne, et khâgne,.
Il travaille à la mairie de Nanterre, comme éducateur spécialisé, puis suit et aide des jeunes en difficulté. Avec quatre d’entre eux, il co-signe un livre, Nous… la cité, publié en 2012 aux Éditions La Découverte. C’est le résultat d’ateliers d’écriture, mais aussi un témoignage de ces jeunes sur leur quotidien, et leur rapport avec la société. L’éducateur raconte aussi son vécu,.
En 2015, son mariage le conduit en Bretagne, à Lorient. Ne trouvant pas de travail dans la continuité de son activité en région parisienne, il s’inscrit dans une agence d’intérim. Cette société lui propose des postes successifs comme ouvrier. Tout d’abord dans une conserverie de poissons, où il passe de la ligne des poissons frais, à celle des poissons panés, puis à l’égouttage des tofus et enfin à la cuisson des bulots. L’emploi suivant est dans un abattoir,.

### Entrée en littérature
Pendant deux ans, Joseph Ponthus consigne le soir ses impressions et ressentis ainsi que les réflexions de ses collègues. Son meilleur livre est publié en janvier 2019 sous le titre À la ligne, aux éditions de la Table ronde. À la suite de cette publication, « j’ai envoyé un exemplaire à la direction de l’abattoir : quinze jours plus tard, j’ai appris que ma mission n’était pas renouvelée. Je suis donc au chômage pour la promo », commente-t-il à un journaliste,. D'un point de vue formel, le roman n'a pas de ponctuation mais est un enchaînement de phrases, évoquant un poème en vers libre. C’est, explique Joseph Ponthus, que 

« l’usine […] a donné le rythme : sur une ligne de production, tout s’enchaîne très vite. Il n’y a pas le temps de mettre de jolies subordonnées. Les gestes sont machinaux et les pensées vont à la ligne. »

À la ligne est bien accueilli par la critique,,,. Dans l'émission La Grande Librairie, François Busnel fait de cette œuvre son coup de cœur du 6 février 2019. En mars 2019, l'ouvrage reçoit le Grand prix RTL-Lire,, puis, quelques semaines plus tard, le prix Régine-Deforges 2019,, le prix Jean-Amila-Meckert en avril 2019, le Prix du premier roman par les lecteurs des bibliothèques de la Ville de Paris, en juin 2019. Au mois de novembre 2019, il reçoit également le Prix Eugène-Dabit du roman populiste et en juin 2020, le prix littéraire des étudiants de Sciences Po. Avant même ces prix, l'ouvrage bénéficie d'un fort succès en librairie.
Il témoigne en 2020 dans le documentaire « Les Damnés, des ouvriers en abattoir », d'Anne-Sophie Reinhardt.
Il meurt dans la nuit du 23 au 24 février 2021 des suites d'un cancer, à 42 ans. Une librairie, À La ligne, du nom du dernier livre de Ponthus, ouvre ses portes peu de temps après son décès à Lorient,.

## Filmographie
- 2020 :  Le Temps des ouvriers de Stan Neumann.

## Œuvres

### Romans
- 2012 : Nous... la cité éditions La Découverte (collectif)[20]
- 2019 : À la ligne, éditions de la Table ronde – Grand prix RTL-Lire 2019[21]

### Autres écrits
- 2021 : Aux flâneurs des deux rives, préface à Je ne sais écrire que ma vie, d'Henri Calet, Presses universitaires de Lyon
- 2021 : Ne vivent haut que ceux qui rêvent hommage collectif à Xavier Grall, Joseph Ponthus : "À l'inconnue qui nous dévore", p. 35 à 40, éditions Calligrammes